# Смардзув (Олесницький повіт)
Смардзув (пол. Smardzów, нім. Schmarse) — село в Польщі, у гміні Олесниця Олесницького повіту Нижньосілезького воєводства.
Населення — 462 особи (2011).
У 1975-1998 роках село належало до Вроцлавського воєводства.

## Демографія
Демографічна структура станом на 31 березня 2011 року:
|          | Загалом | Допрацездатний вік | Працездатний вік | Постпрацездатний вік |
| -------- | ------- | ------------------ | ---------------- | -------------------- |
| Чоловіки | 230     | 46                 | 159              | 25                   |
| Жінки    | 232     | 50                 | 131              | 51                   |
| Разом    | 462     | 96                 | 290              | 76                   |